# Metalectra incivilis
Metalectra incivilis là một loài bướm đêm trong họ Erebidae.